# Burg Kakegawa
Die Burg Kakegawa (japanisch 掛川城, Kakegawa-jō) befindet sich in der Stadt Kakegawa (Präfektur Shizuoka). In der Edo-Zeit residierten dort – etwas ungewöhnlich – nacheinander dreizehn mittelgroße und kleinere Fudai-Daimyō.

## Geschichte
Die Burg Kakegawa soll 1497 auf Befehl des Militärgouverneurs (shugo) von Suruga, Imagawa Ujichika, durch dessen Vasallen Akihina Yasuhiro (朝比奈泰煕) erbaut worden sein, um die Provinz Tōtōmi zu kontrollieren. Die Akihina blieben auch in den folgenden Generationen die Burgherren.
Nach der Schlacht von Okehazama wurden die vormaligen Imagawa-Gebiete zwischen Takeda Shingen (Kai) und Tokugawa Ieyasu (Mikawa) aufgeteilt. Die Akihina übergaben dabei die Burg an Ieyasu, der seinen Vasallen, Ishikawa Ienari (石川家成), und dessen Sohn Yasumichi (康道) mit der Burg belehnte.
Als Ieyasu 1590 im Tausch die Kantō-Provinzen erhielt, wurde der Vasall Toyotomi Hideyoshis, Yamanouchi Kazutoyo (1545–1605), mit der Burg belehnt, der die Burg durch Umbauten modernisierte. Nach der Schlacht von Sekigahara übergab er die Burg an Ieyasu und wurde in die Provinz Tosa versetzt.

## Burgherren in der Edo-Zeit
1. 1601 Matsudaira (Hisamatsu) mit einem Einkommen von 30.000 Koku
2. 1616 Andō mit 28.000 Koku
3. 1619 Matsudaira (Hisamatsu) mit 30.000 Koku
4. 1625 Asakura mit 26.000 Koku
5. 1633 Aoyama mit 26.000 Koku
6. 1635 Matsudaira (Sakurai) mit 40.000 Koku
7. 1639 Honda mit 70.000 Koku
8. 1644 Matsudaira (Fujii) mit 30.000 Koku
9. 1648 Hōjō mit 30.000 Koku
10. 1659 Ii mit 30.000 Koku
11. 1706 Matsudaira (Sakurai) mit 40.000 Koku
12. 1713 Ogasawara mit 60.000 Koku
13. 1746 Ōta 50.000 Koku

Der letzte Daimyō, Ōta Sukeyoshi (太田資美; 1854–1913) wurde 1868 nach Matsuo (Provinz Kazusa; heute Teil von Sammu) versetzt.

## Die Anlage
Die Burg Kakegawa liegt auf einem 40 m hohen alleinstehenden Hügel und hat eine Ost-West-Ausdehnung von 600 m und eine Nord-Süd-Ausdehnung von 400 m. Der höchste Punkt wird vom (im Jahr 1984 wieder aufgebauten) Burgturm eingenommen. (Der erste, von Yamauchi Kazutoyo 1596 errichtete Turm wurde 1604 durch ein Erdbeben zerstört. Der 1621 wiederaufgebaute zweite Turm wurde 1854 bei einem weiteren Erdbeben schwer beschädigt und daraufhin abgerissen.) Südlich des Turmes befindet sich die Hauptanlage (honmaru), an der Ostseite befinden sich die Vorgelände Ni-no-maru und San-no-maru.
Nach 1868 wurden auf dem Gelände eine Schule und andere Gebäude gebaut, ein Teil der Vorburgen wurde in die Stadt einbezogen. Erhalten ist die Residenz im Ni-no-maru aus dem Jahr 1861.

## Bilder

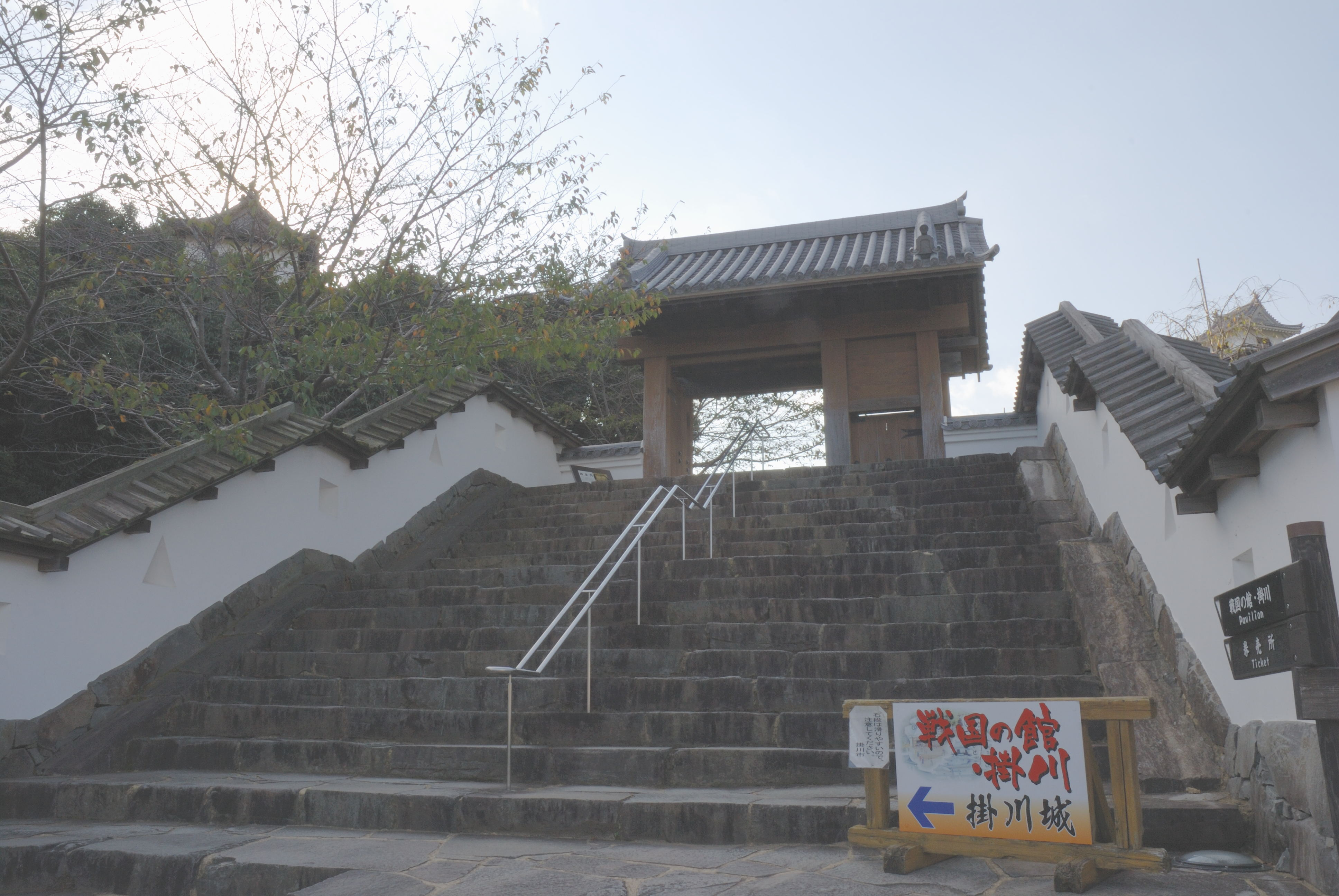
Aufgang zum Honmaru
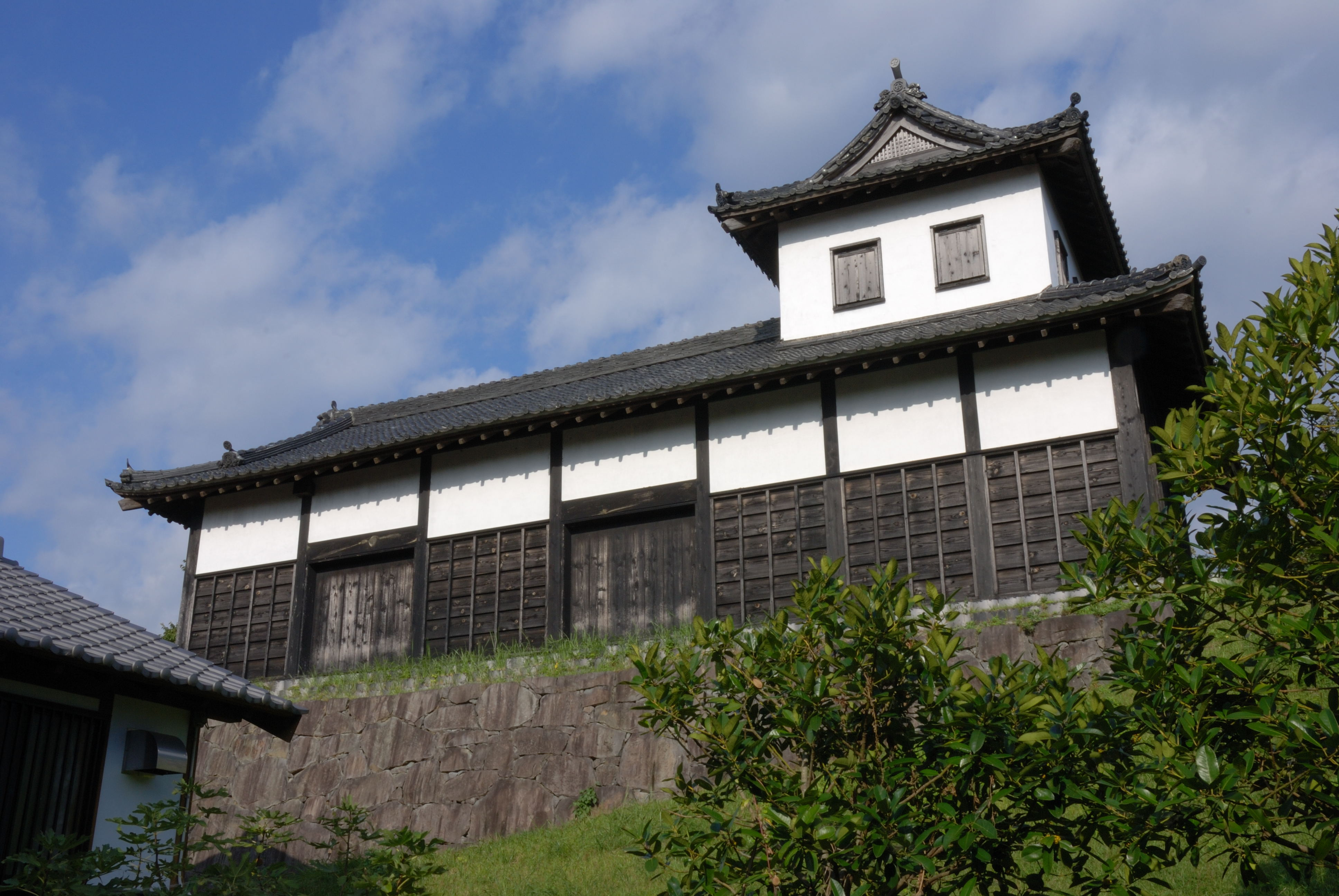
Taikō-Yagura, Trommelturm, aus dem Sannomaru hierher versetzt
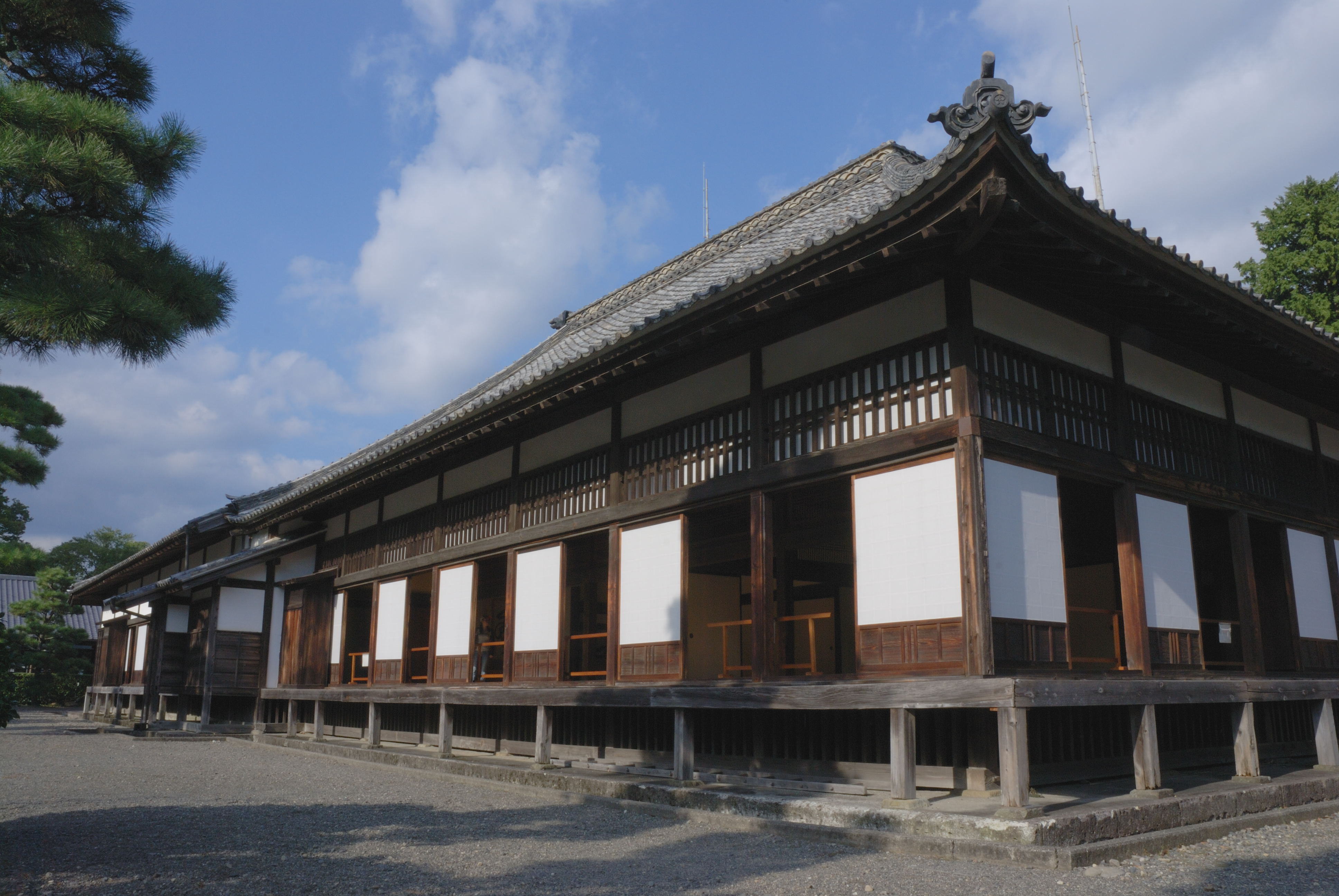
Residenz
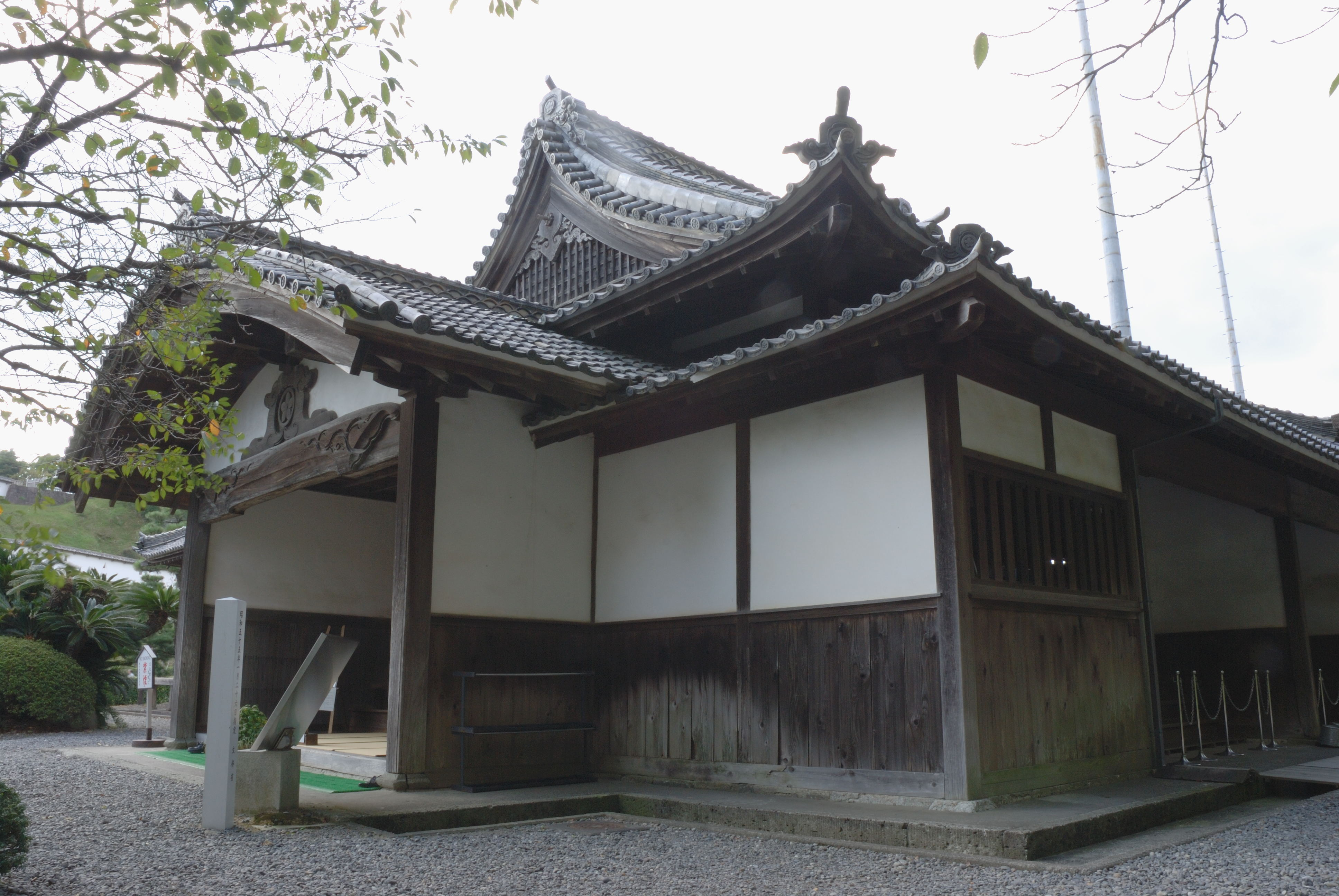
Residenz
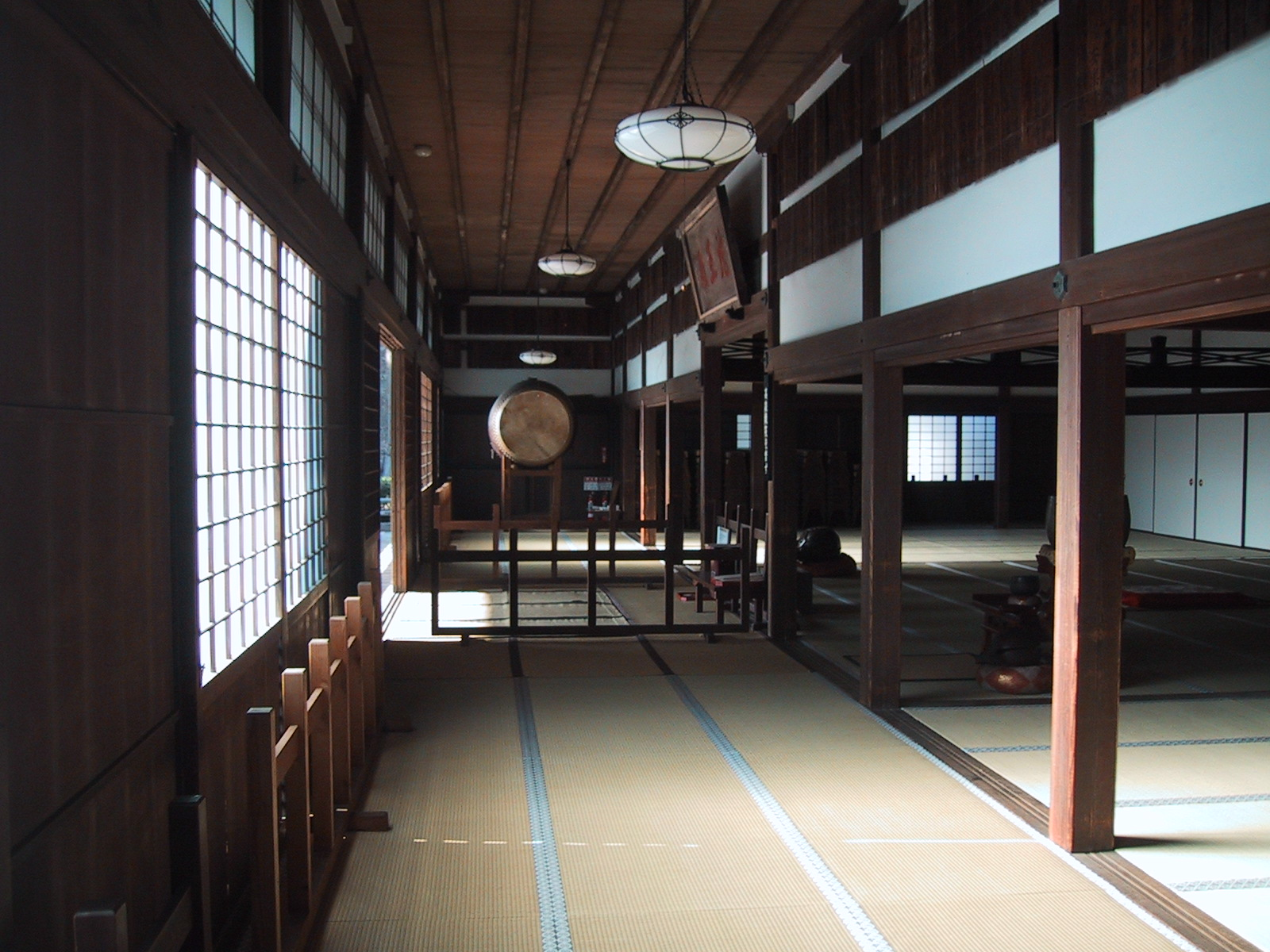
Residenz, innen